# ماسافومی کیمورا
ماسافومی کیمورا (انگلیسی: Masafumi Kimura; ۳ مارس ۱۹۷۷ – ) صداپیشه اهل ژاپن بود.